# Czorsztyner Pieninen

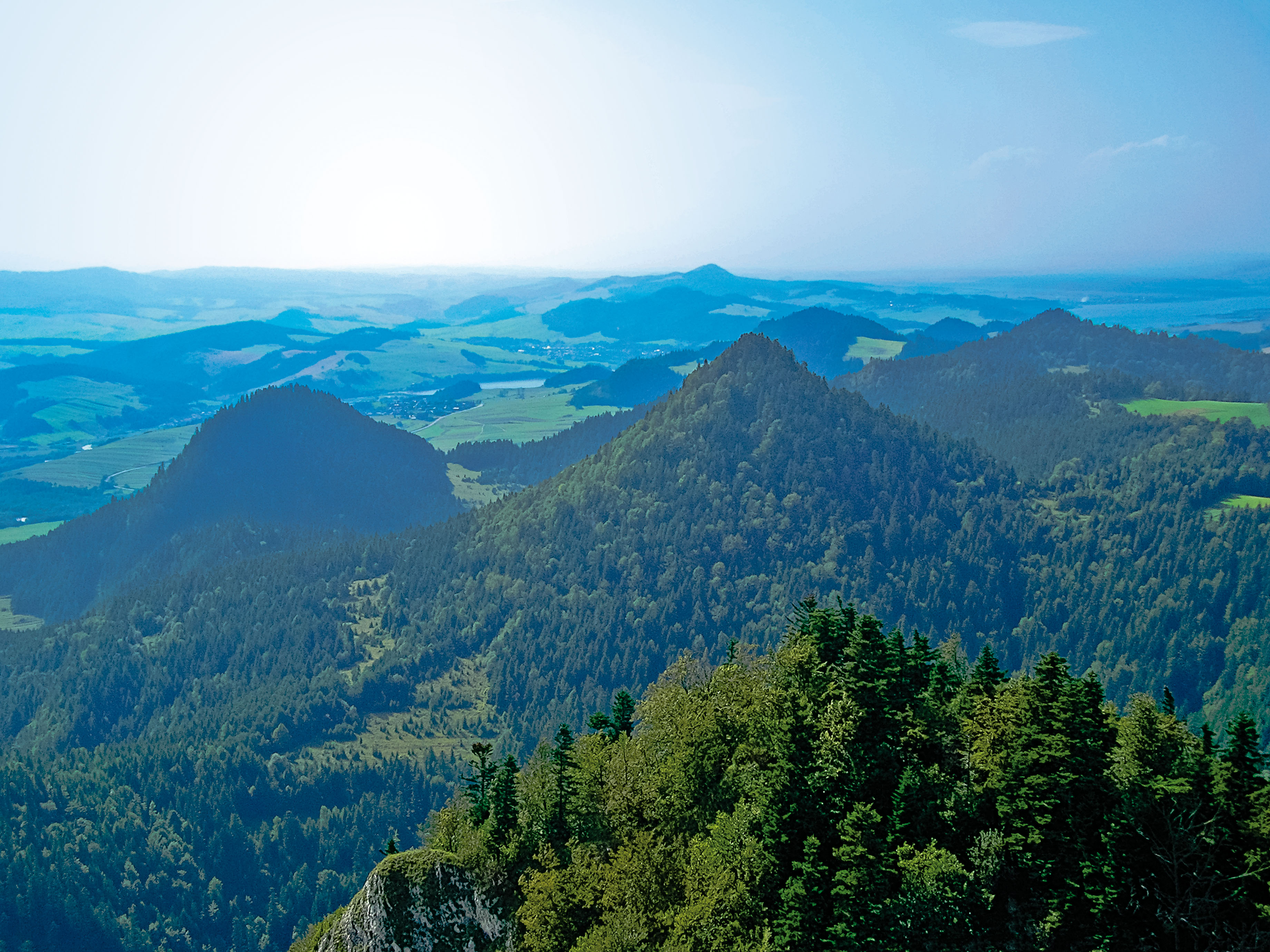
Gipfel des Macelak

Die Czorsztyner Pieninen (polnisch Pieniny Czorsztyńskie), auch Westliche Pieninen (polnisch Pieniny Zachodnie) genannt, sind ein Gebirge im Gebirgszug der Mittleren Pieninen in der polnischen Woiwodschaft Kleinpolen im Kreis Powiat Tatrzański und der Gemeinde Czorsztyn.

## Lage
Das Gebirge liegt innerhalb der Mittleren Pieninen westlich des Massiv Trzy Korony (Grenze ist der Bergpass Przełęcz Szopka und die Schlucht Wąwóz Szopczański), nördlich der Zipser Magura (Grenze ist der Dunajec), südlich der Gorce (Grenze ist das Tal der Krośnica) und östlich der Zipser Pieninen (Grenze sind die Stauseen Jezioro Czorsztyńskie und Jezioro Sromowskie), im Gebirgszug der Pieninen. Es hat den Charakter eines Mittelgebirges. Die höchste Erhebung stellt mit 902 m n.p.m. die Nowa Góra dar.

## Geologie
Die Czorsztyn Pieninen bestehen zu einem großen Teil aus Kalkgestein aus dem Jura. Zerklüftete Kalkfelsen findet man im ganzen Gebirgszug. Der Dunajec bildete zwei Durchbrüche durch die Mittleren Pieniny. In dem höher gelegenen Durchbruch zwischen Zipser und Czorsztyn Pieninen wurde die Staumauer des Jezioro Czorsztyńskie gebaut. Er ist daher seit 1997 geflutet und befindet sich unterhalb der Seeoberfläche des Stausees.

## Natur
Das Gebirge hat eine reiche Flora und Fauna. Es liegt vollständig im polnischen Pieninen-Nationalpark. Die Hänge sind mit Mischwald dicht bewaldet. Über den Wald erheben sich hohe Kalkfelsen. Von den Felsen und Almen ergeben sich weite Rundblicke auf die umliegenden Gebirge, u. a. die Tatra, Gorce, Inselbeskiden und Sandezer Beskiden sowie dass Massiv der Babia Góra in den Saybuscher Beskiden.

## Tourismus
Die Täler um die Czorsztyn Pieninen sind dicht besiedelt und für den Tourismus erschlossen. In den Czorsztyn Pieninen gibt es zwei markierte Wanderwege:
- ▬ der blau markierte Kammweg von Czorsztyn über den Bergpass Przełęcz Osice, den Gipfel Macelak, die Bergpässe Przełęcz Trzy Kopce und Przełęcz Szopka ins Massiv Trzy Korony und die Pieninki nach Szczawnica.
- ▬ ein rot markierter Wanderweg von der Floßanlegestelle in Sromowce Wyżne auf den Bergpass Przełęcz Trzy Kopce.

## Panorama

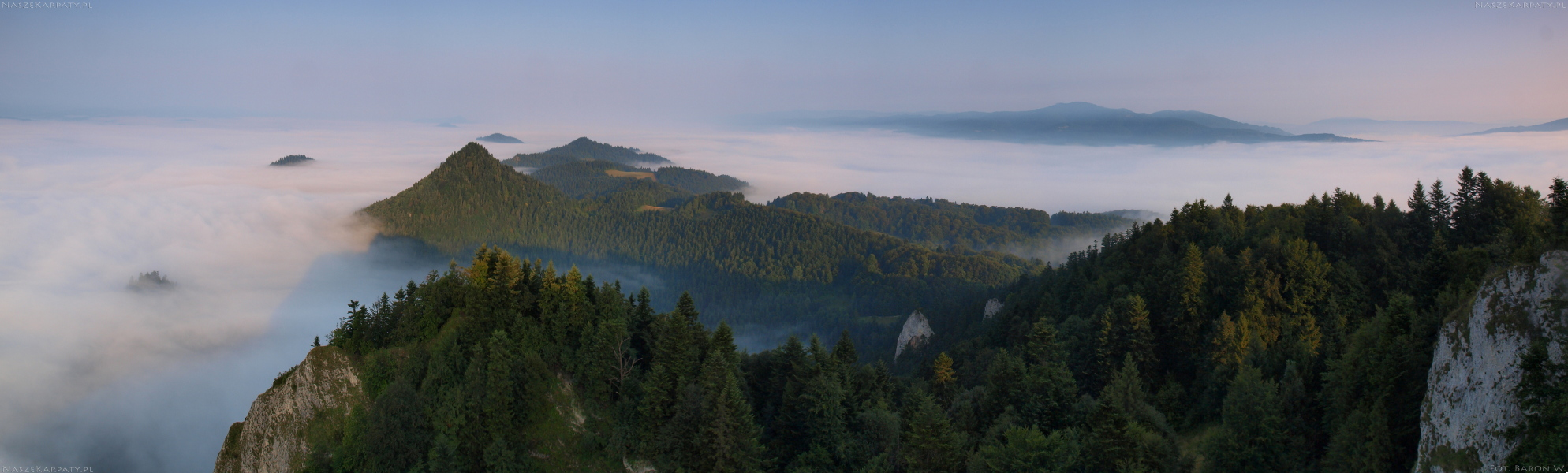
Blick vom Berg Trzy Korony auf die Czorsztyn Pieninen